# Шоломки
Шоломки́ — село в Україні, в Коростенському районі Житомирської області. Входить до складу Овруцької міської громади. Населення становить 755 осіб. Через село проходить асфальтована дорога Овруч-Велідники-Словечне, залізнична колія Овруч-Білокоровичі. Дворів 248, жителів 658 (станом на 1.01.2016 р.).

## Географія
Розташоване на хвилястій рівнині на правому березі р. Норинь, що прилягає з півдня до Словечансько-Овруцького кряжу за 10 км на захід від райцентру.

## З історії
До 2017 року орган місцевого самоуправління — Шоломківська сільська рада.

## Постаті
- Шваб Іван Миколайович (1989—2023) — молодший сержант Збройних сил України, учасник російсько-української війни.